# Каплієнко-Ілюк Юлія Володимирівна
Юлія Володимирівна Каплієнко-Ілюк (нар. 27 січня 1975 р., м. Чернівці) – мистецтвознавець, доктор наук  Чернівецького національного університету ім. Юрія Федьковича.

## Біографія
Народилася 27.01.1975 р., м. Чернівці. Навчалась у Чернівецькій музичній школі №2. Професійну освіту отримала у Чернівецькому музичному училищі ім. Сидора Воробкевича (1996). У 2001 р. закінчила Одеську державну консерваторію ім. А. В. Нежданової. У 2002-2003 рр. навчалася в магістратурі Одеської музичної академії, де  здобула кваліфікацію магістра мистецтвознавця.

## Трудова діяльність
З 1994 р. працювала викладачем музично-теоретичних дисциплін у Чернівецькій музичній школі № 4, з  1998 р. – викладачем сольфеджіо, теорії музики, гармонії у Чернівецькому музичному училищі ім. С. Воробкевича,  з 2003 р. – асистент, з 2010 р. – доцент,  кафедри музики ЧНУ ім. Ю. Федьковича.

## Навчально-методична діяльність
Викладає лекційні курси: «Історія української музики», «Народна музична творчість», «Історія зарубіжної музики», «Історія світової музики», «Проблеми сучасної музичної культури», «Аналіз музичних форм», профільні практичні дисципліни: «Сольфеджіо», «Гармонія», «Поліфонія». 

## Наукова діяльність
З 2004 по 2009 р.  – здобувач Одеської музичної академії.  У 2010 р.  захистила кандидатську дисертацію на тему «Музично-культурні взаємодії в процесі становлення української професійної музики XVII – XVIII століть» та здобула науковий ступінь кандидата мистецтвознавства. У 2017-2019 рр. – докторант Одеської національної музичної академії ім. А.В. Нежданової.

## Творча діяльність
Автор понад 50 наукових публікацій у фахових виданнях України та міжнародних виданнях. Монографія «Українська професійна музика в контексті міжкультурних зв’язків XVII – XVIII століть» (Чернівці, 2013); наукові посібники: «Народна музична творчість», «Аналіз музичних творів», «Історія світової музики», «Поліфонія».

## Громадська діяльність
Очолює асоціацію діячів фольклору та етнографії Чернівецького обласного відділення Національної всеукраїнської музичної спілки.